# Héloup
Héloup, autrefois orthographiée Hesloup,, est une commune française, située dans le département de l'Orne en région Normandie, peuplée de 887 habitants (les Hélouins).

## Géographie

### Description

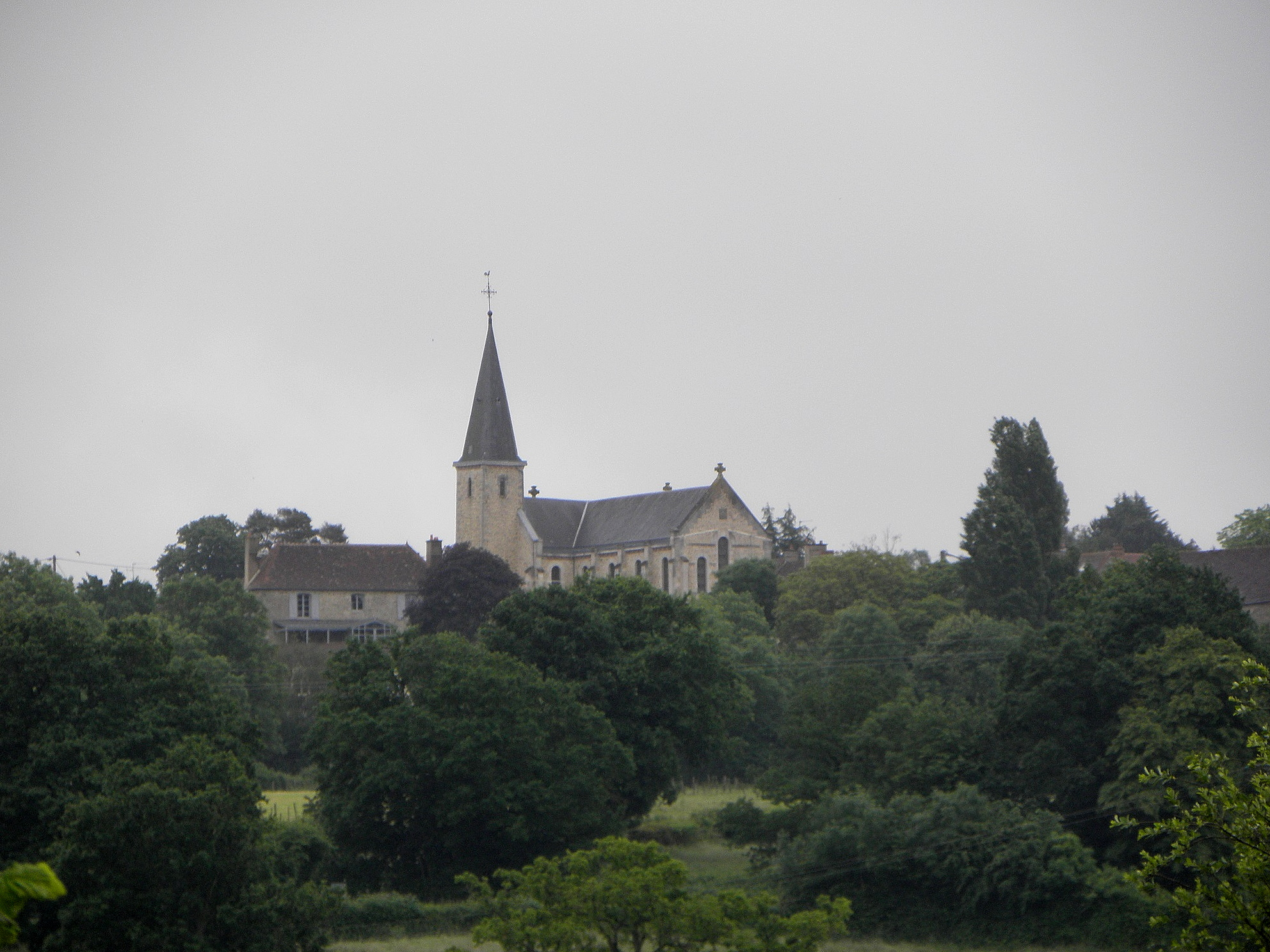
Le bourg d'Héloup vu du pont de Mieuxcé.

La commune est située à 6 km au sud-ouest d'Alençon, 48 km au nord-est de Mayenne et 46 km au nord du Mans.
Elle fait partie du parc naturel régional Normandie-Maine.
Héloup est desservie par le réseau de bus Alto. Ce réseau fait partie des Transports urbains de la communauté urbaine d'Alençon. Héloup fait partie des lignes Iténéo 6, Iténéo Access et Domino 8.

### Communes limitrophes
| Mieuxcé              | Condé-sur-Sarthe, Saint-Germain-du-Corbéis | Saint-Germain-du-Corbéis |
| Mieuxcé              | Héloup                                     | Arçonnay                 |
| Moulins-le-Carbonnel | Gesnes-le-Gandelin                         | Bérus                    |

### Hydrographie
La commune est située dans le bassin Loire-Bretagne. Elle est drainée par la Sarthe, un bras de la Sarthe et le Moulin de Chahains,,.
La Sarthe, d'une longueur de 314 km, prend sa source dans la commune de Soligny-la-Trappe, au hameau de Somsarthe, c'est-à-dire "sommet de la Sarthe", à une altitude de 250 mètres. Sur une grande partie de son cours, elle marque alors la limite entre les départements de l'Orne et de la Sarthe et conflue avec la Mayenne à Angers à une altitude de 15 mètres, pour former la Maine. Les caractéristiques hydrologiques de la Sarthe sont données par la station hydrologique située sur la commune de Merlerault-le-Pin. Le débit moyen mensuel est de 6,84 m3/s. Le débit moyen journalier maximum est de 133 m3/s, atteint lors de la crue du 23 janvier 1995. Le débit instantané maximal est quant à lui de 142 m3/s, atteint le même jour.

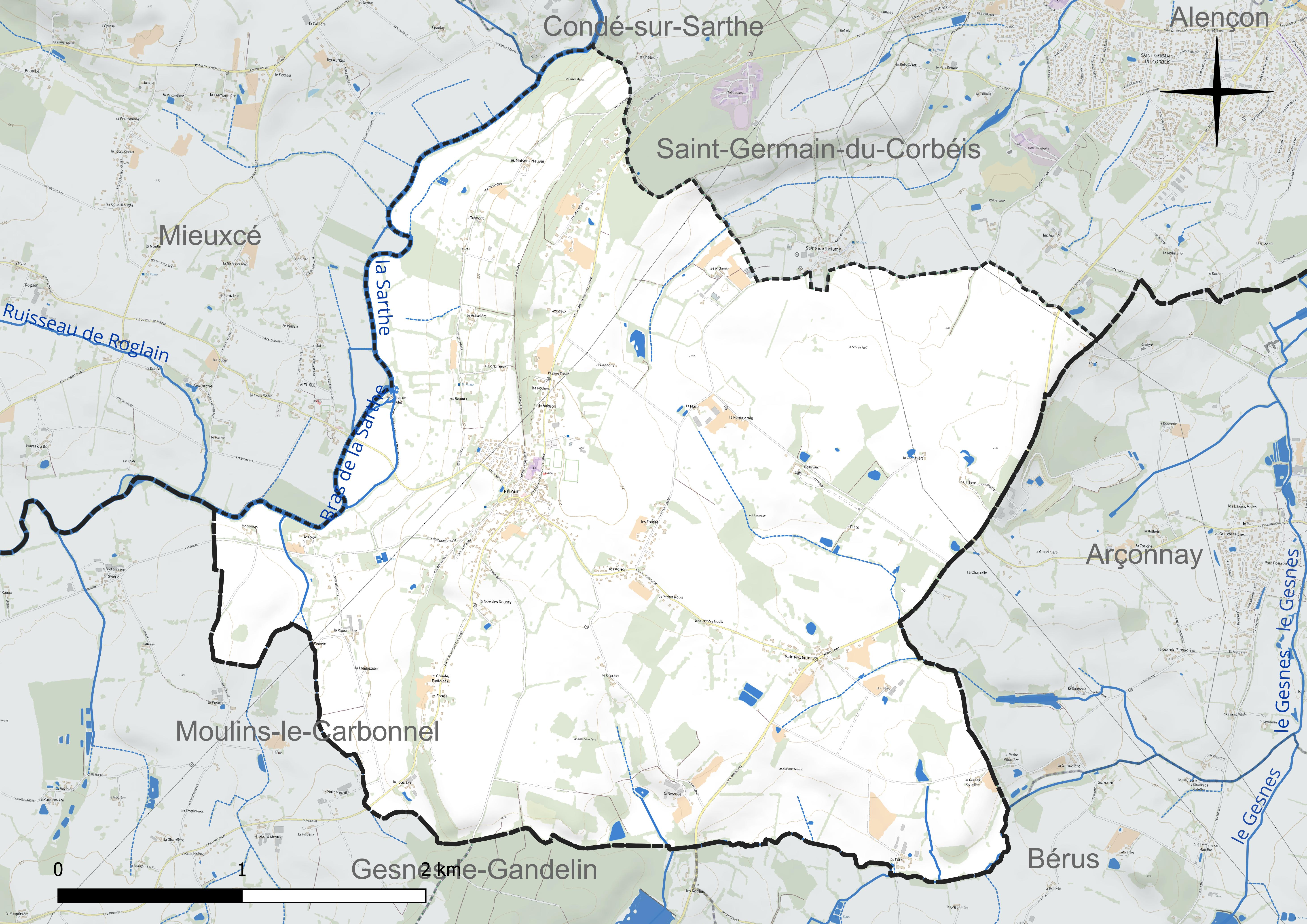
Réseau hydrographique d'Héloup.

### Climat
Pour des articles plus généraux, voir Climat de la Normandie et Climat de l'Orne.
En 2010, le climat de la commune est de type climat océanique dégradé des plaines du Centre et du Nord, selon une étude du CNRS s'appuyant sur une série de données couvrant la période 1971-2000. En 2020, Météo-France publie une typologie des climats de la France métropolitaine dans laquelle la commune est dans une zone de transition entre le climat océanique et le climat océanique altéré et est dans la région climatique Normandie (Cotentin, Orne), caractérisée par une pluviométrie relativement élevée (850 mm/a) et un été frais (15,5 °C) et venté. Parallèlement le GIEC normand, un groupe régional d’experts sur le climat, différencie quant à lui, dans une étude de 2020, trois grands types de climats pour la région Normandie, nuancés à une échelle plus fine par les facteurs géographiques locaux. La commune est, selon ce zonage, exposée à un « climat des plateaux abrités », se caractérisant par une pluviométrie et des contraintes thermiques modérées mais aussi, par effet de continentalité, des températures plus contrastées qu'au nord dans la plaine de Caen, avec communément 10 à 15 jours par an de plus de froid en hiver et de chaleur en été.
Pour la période 1971-2000, la température annuelle moyenne est de 10,4 °C, avec une amplitude thermique annuelle de 14,1 °C. Le cumul annuel moyen de précipitations est de 782 mm, avec 12,6 jours de précipitations en janvier et 7,6 jours en juillet. Pour la période 1991-2020, la température moyenne annuelle observée sur la station météorologique la plus proche, située sur la commune d'Alençon à 6 km à vol d'oiseau, est de 11,3 °C et le cumul annuel moyen de précipitations est de 743,7 mm,. Pour l'avenir, les paramètres climatiques de la commune estimés pour 2050 selon différents scénarios d’émission de gaz à effet de serre sont consultables sur un site dédié publié par Météo-France en novembre 2022.

## Urbanisme

### Typologie
Au 1er janvier 2024, Héloup est catégorisée commune rurale à habitat dispersé, selon la nouvelle grille communale de densité à sept niveaux définie par l'Insee en 2022.
Elle est située hors unité urbaine. Par ailleurs la commune fait partie de l'aire d'attraction d'Alençon, dont elle est une commune de la couronne,. Cette aire, qui regroupe 89 communes, est catégorisée dans les aires de 50 000 à moins de 200 000 habitants,.

### Occupation des sols
L'occupation des sols de la commune, telle qu'elle ressort de la base de données européenne d’occupation biophysique des sols Corine Land Cover (CLC), est marquée par l'importance des territoires agricoles (90,7 % en 2018), une proportion sensiblement équivalente à celle de 1990 (91 %). La répartition détaillée en 2018 est la suivante : 
prairies (43,2 %), terres arables (36,8 %), zones agricoles hétérogènes (10,6 %), forêts (6,1 %), zones urbanisées (3,3 %). L'évolution de l’occupation des sols de la commune et de ses infrastructures peut être observée sur les différentes représentations cartographiques du territoire : la carte de Cassini (XVIIIe siècle), la carte d'état-major (1820-1866) et les cartes ou photos aériennes de l'IGN pour la période actuelle (1950 à aujourd'hui).

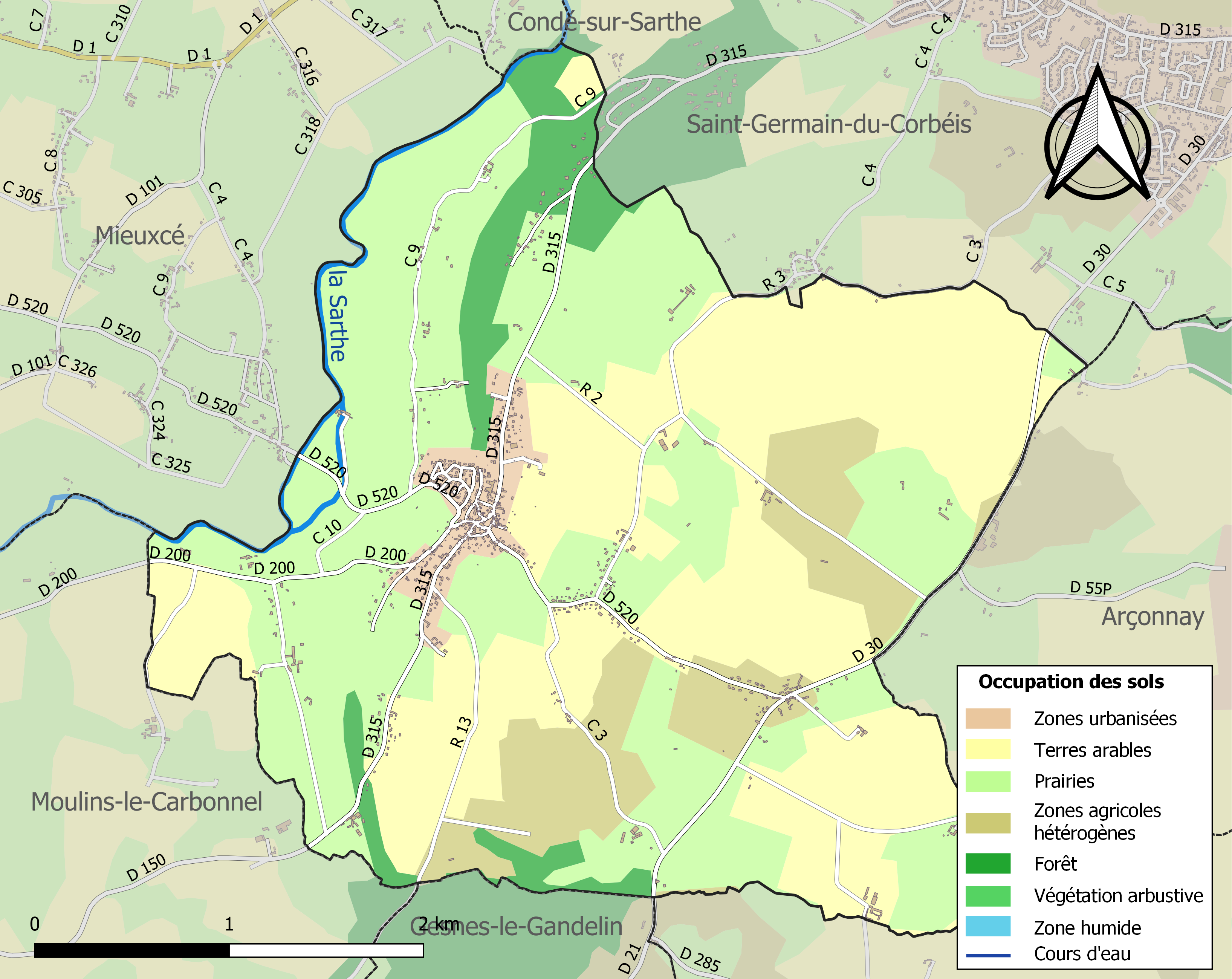
Carte des infrastructures et de l'occupation des sols de la commune en 2018 (CLC).

### Habitat et logement
En 2019, le nombre total de logements dans la commune était de 442, alors qu'il était de 455 en 2014 et de 430 en 2009.
Parmi ces logements, 88,2 % étaient des résidences principales, 4,8 % des résidences secondaires et 7 % des logements vacants. Ces logements étaient pour 98,6 % d'entre eux des maisons individuelles et pour 1,4 % des appartements.
Le tableau ci-dessous présente la typologie des logements à Héloup en 2019 en comparaison avec celle de l'Orne et de la France entière. Une caractéristique marquante du parc de logements est ainsi une proportion de résidences secondaires et logements occasionnels (4,8 %) inférieure à celle du département (10,5 %) mais supérieure à celle de la France entière (9,7 %). Concernant le statut d'occupation de ces logements, 83,1 % des habitants de la commune sont propriétaires de leur logement (82,9 % en 2014), contre 64,3 % pour l'Orne et 57,5 pour la France entière.
| Typologie                                               | Héloup | Orne | France entière |
| ------------------------------------------------------- | ------ | ---- | -------------- |
| Résidences principales (en %)                           | 88,2   | 78,3 | 82,1           |
| Résidences secondaires et logements occasionnels (en %) | 4,8    | 10,5 | 9,7            |
| Logements vacants (en %)                                | 7      | 11,2 | 8,2            |

## Toponymie
Le nom de la localité est attesté sous les formes Herlou en 1088, Helloides en 1220, Hellou en 1370. D'après Dauzat et Rostaing, il s'agirait du nom d'homme germanique Herlulf.

## Politique et administration

### Rattachements administratifs et électoraux

#### Rattachements administratifs
La commune se trouve  dans l'arrondissement d'Alençon du département de l'Orne.
Elle faisait partie de 1801 à 1982 du canton d'Alençon-Ouest, alors renommé canton d'Alençon-1. Dans le cadre du redécoupage cantonal de 2014 en France, cette circonscription administrative territoriale a disparu, et le canton n'est plus qu'une circonscription électorale.

#### Rattachements électoraux
Pour les élections départementales, la commune est membre depuis 2014 du  canton de Damigny
Pour l'élection des députés, elle fait partie de la première circonscription de l'Orne.

### Intercommunalité
Héloup est membre fondateur de la communauté urbaine d'Alençon, un établissement public de coopération intercommunale (EPCI) à fiscalité propre créé fin 1996  et auquel la commune a transféré un certain nombre de ses compétences, dans les conditions déterminées par le code général des collectivités territoriales. Cette structure intercommunale a pris la suite du district de l’Agglomération alençonnaise, créé le 7 novembre 1969.

### Administration municipale
Compte tenu de la population de la commune, son conseil municipal est composé de quinze membres dont le maire et ses adjoints.

### Liste des maires
| Période                                  | Période                         | Identité            | Étiquette | Qualité |
| ---------------------------------------- | ------------------------------- | ------------------- | --------- | --- |
| Les données manquantes sont à compléter. |                                 |                     |           | |
|                                          | mars 2001                       | Jeannette Éon       |           | Enseignante |
| mars 2001                                | juillet 2020                    | Mireille Chevallier | SE        | Assistante de direction                                                                                                   |
| juillet 2020                             | septembre 2020                  | Luis Meireles       | SE        | Professeur Démissionnaire                                                                                                 |
| mai 2021,                                | septembre 2022                  | Cédric Aimé         | SE        | Responsable administratif et financier Démissionnaire                                                                     |
| septembre 2022                           | En cours (au 14 septembre 2022) | Sylvie Gaillard     |           | Infirmière à la retraite, Ancienne directrice de l’Institut de formation aux soins infirmiers de la Croix-Rouge à Alençon |

## Population et société

### Démographie
L'évolution du nombre d'habitants est connue à travers les recensements de la population effectués dans la commune depuis 1793. Pour les communes de moins de 10 000 habitants, une enquête de recensement portant sur toute la population est réalisée tous les cinq ans, les populations de référence des années intermédiaires étant quant à elles estimées par interpolation ou extrapolation. Pour la commune, le premier recensement exhaustif entrant dans le cadre du nouveau dispositif a été réalisé en 2004.

En 2022, la commune comptait 887 habitants, en évolution de −4,11 % par rapport à 2016 (Orne : −3,21 %, France hors Mayotte : +2,11 %).
| 1793 | 1800 | 1806 | 1821 | 1836 | 1841 | 1846 | 1851 | 1856 |
| ---- | ---- | ---- | ---- | ---- | ---- | ---- | ---- | ---- |
| 410  | 496  | 503  | 585  | 669  | 691  | 711  | 711  | 695  |

| 1861 | 1866 | 1872 | 1876 | 1881 | 1886 | 1891 | 1896 | 1901 |
| ---- | ---- | ---- | ---- | ---- | ---- | ---- | ---- | ---- |
| 661  | 640  | 658  | 651  | 601  | 561  | 557  | 542  | 522  |

| 1906 | 1911 | 1921 | 1926 | 1931 | 1936 | 1946 | 1954 | 1962 |
| ---- | ---- | ---- | ---- | ---- | ---- | ---- | ---- | ---- |
| 525  | 541  | 430  | 413  | 396  | 358  | 404  | 426  | 387  |

| 1968 | 1975 | 1982 | 1990 | 1999 | 2004 | 2006 | 2009  | 2014 |
| ---- | ---- | ---- | ---- | ---- | ---- | ---- | ----- | ---- |
| 424  | 680  | 785  | 841  | 897  | 936  | 946  | 1 007 | 938  |

| 2019 | 2022 | - | - | - | - | - | - | - |
| ---- | ---- | - | - | - | - | - | - | - |
| 902  | 887  | - | - | - | - | - | - | - |

### Sports et loisirs
- Un observatoire astronomique a été construit sur le point culminant de la commune (201 m d'altitude). L'édifice est situé près du méridien de Greenwich, à 0° 1' 48" est. Il accueille le club d'astronomie d'Hesloup depuis 2001 (section astronomie de l'Association Sports et Loisirs d'Hesloup).
- L'Association Sports et Loisirs d'Hesloup propose diverses activités et présente notamment une équipe U13 de football[34].

## Culture locale et patrimoine

### Lieux et monuments
- Église Sainte-Madeleine du XIXe siècle, abritant un panneau peint (L'Adoration des bergers) du XVIe ou du XVIIe siècle classé à titre d'objet aux Monuments historiques[35].
- Château de Beauvais, du XIXe siècle.
- Manoir de la Carlière, du XVIIe siècle[36]
- Moulin de Baudet.

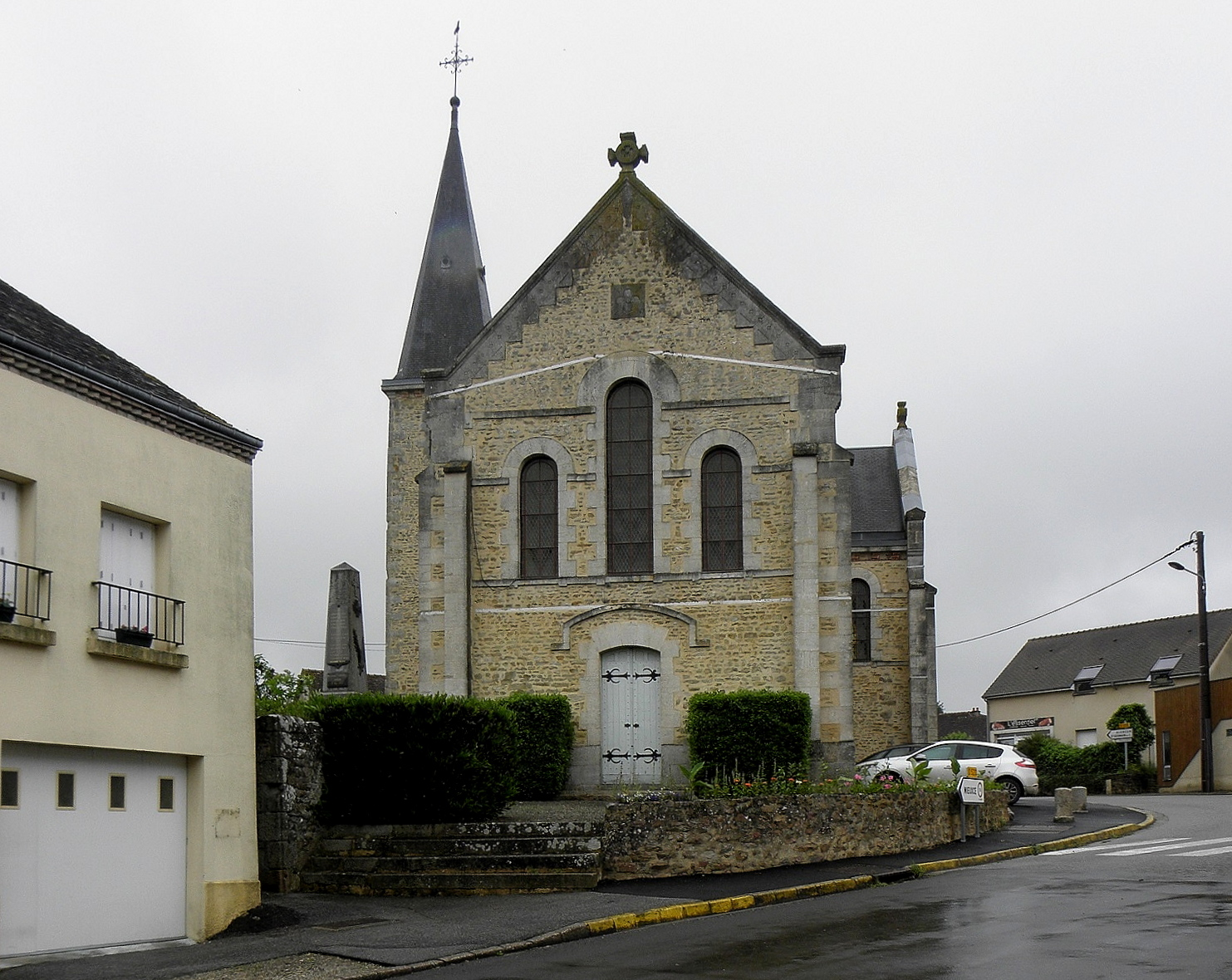
L'église Sainte-Marie-Madeleine.
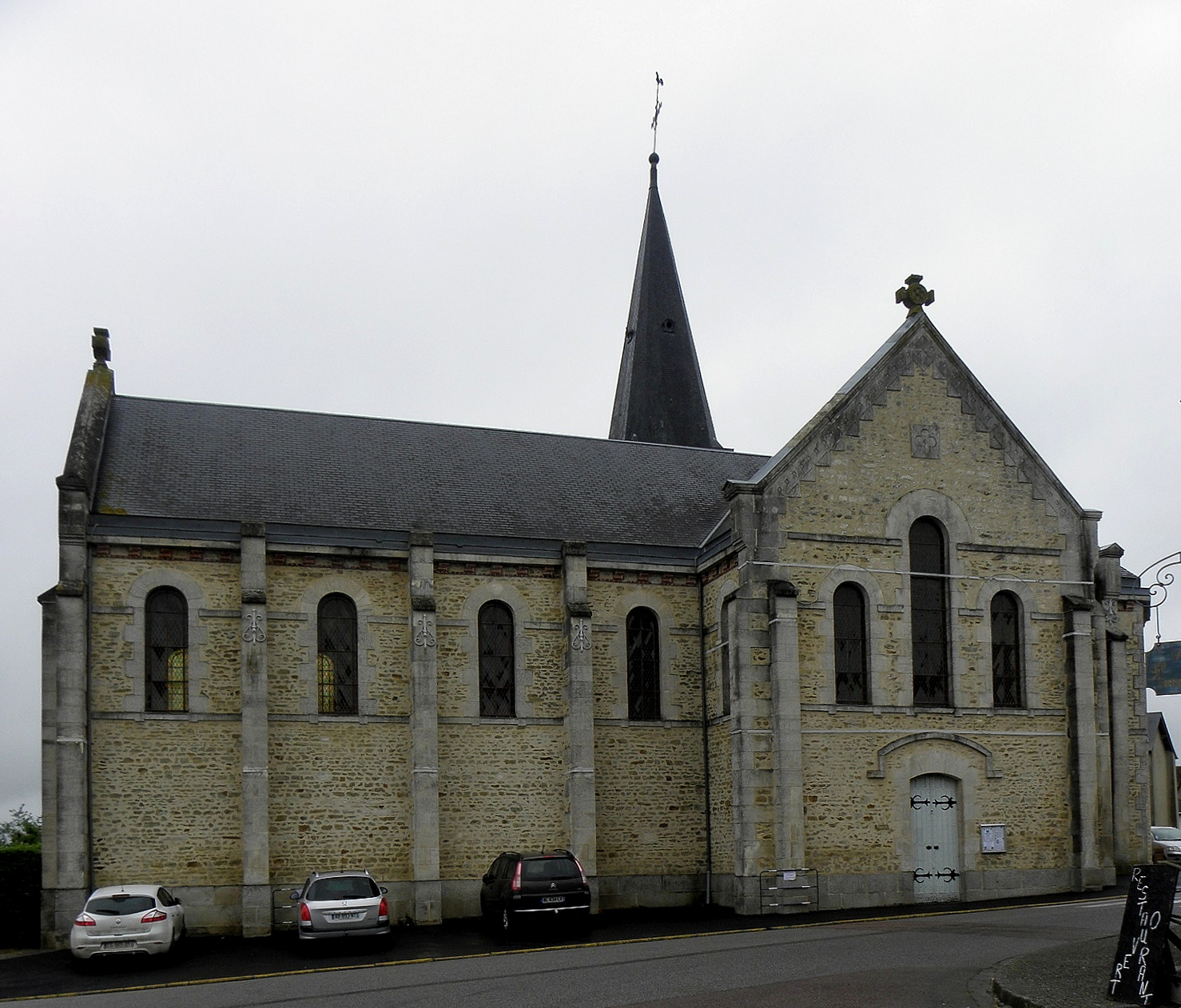
Flanc sud de l'église.
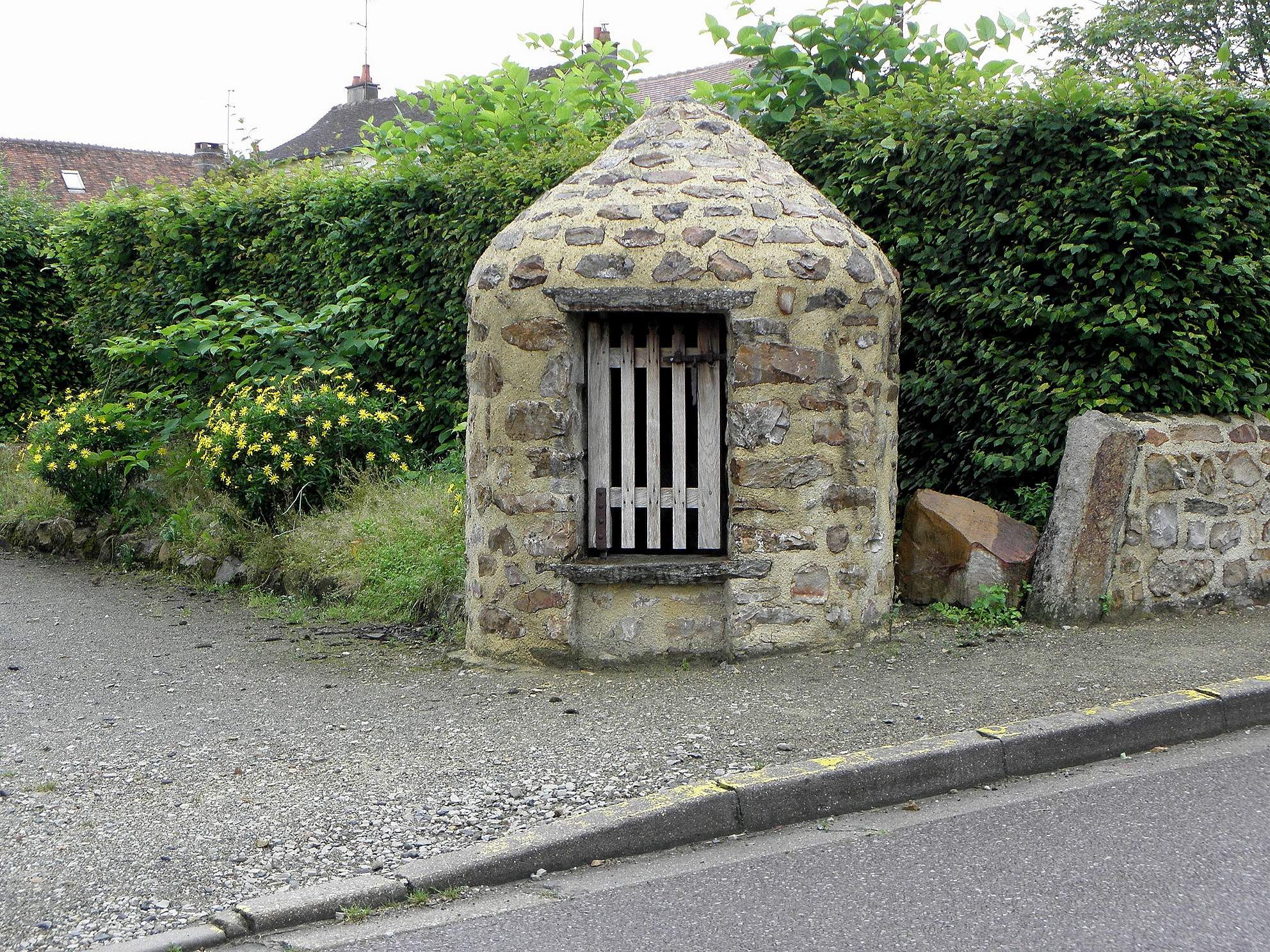
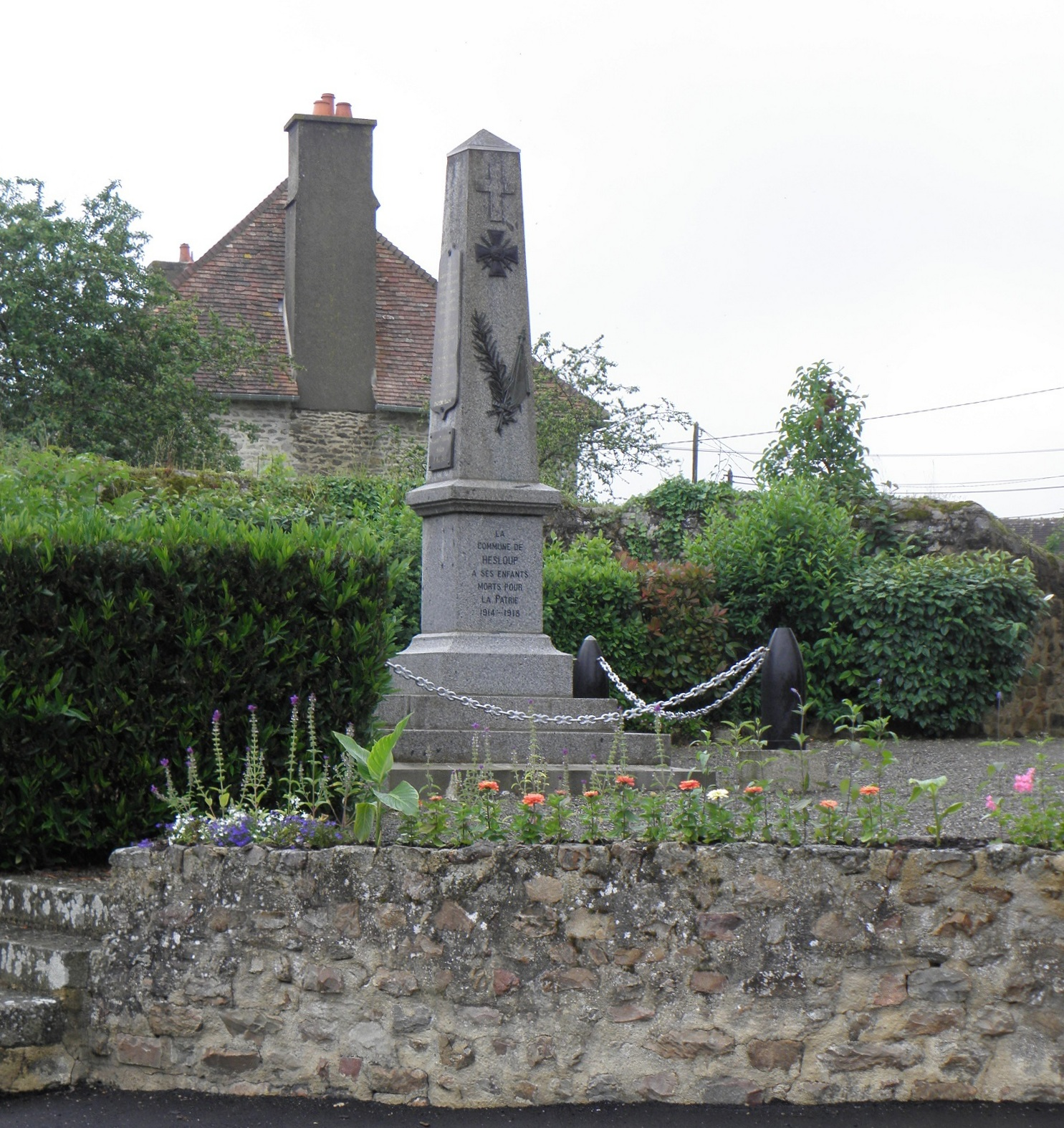
Monument aux morts.